# 岩田川
岩田川（いわたがわ）は、三重県津市中心部を流れる河川。二級水系の本流である。

## 地理
三重県津市片田薬王寺町の貯水池に源を発し、津市街地を流れ伊勢湾に注ぐ。
北を流れる安濃川、東に掘削された堀川（岩田川の分流）とともに、伊勢国の要衝津城（津市）の外堀代わりに利用されていた。また、江戸時代には城下付近で一部内堀と接しており、現在も鰡堀（ぼらぼり）の地名として地域に残っている（住所表記上の町丁名としては廃止）。
河口には江戸末期に藤堂藩の台場がおかれていた。また、戦後になって国内初の公認競艇場として津競艇場が開設されていた（現在は移転）。現在は旧競艇場施設の一部を利用して、公設マリーナとしては国内最大級の「津ヨットハーバー」が開設されている。国際470級ヨットレースが行われたことがある。
堤防は左岸の方が強くしてあり、もしもの時に南側へ流れ、中心部を守る構造になっている。

## 主な支流
二級河川と準用河川を下流側から順に記載する。
| 河川     | よみ           | 次数    | 種別              | 管理者      | 主な経過地 | 河川延長 （km） | 備考 |
| -------- | -------------- | ------- | ----------------- | ----------- | ---------- | --------------- | ---- |
| 岩田川   | いわたがわ     | 本川    | 二級河川          | 三重県      | 津市       | 11.7            |      |
| 小川     | おがわ         | 1次支川 | 二級河川 準用河川 | 三重県 津市 |            |                 |      |
| おごえ川 | おごえがわ     | 1次支川 | 二級河川 準用河川 | 三重県 津市 |            |                 |      |
| 三泗川   | さんしがわ     | 1次支川 | 二級河川          | 三重県      |            |                 |      |
| 細石川   | さざれいしがわ | 1次支川 | 準用河川          | 津市        |            |                 |      |